# Eric Lind
Eric Lind, född 17 december 1905 i Risinge församling, Östergötlands län, död där 1 april 1975, var en svensk trädgårdsman. 
Lind, som var son till trädgårdsmästare John Lind och Anna Holmgren, avlade trädgårdsmästarexamen i Alnarp 1930 och kandidatexamen i trädgårdsvetenskap i Köpenhamn 1935. Han blev assistent vid Sveriges pomologiska förening i Stockholm 1935, sekreterare där 1937 och var trädgårdskonsulent vid Östergötlands läns hushållningssällskap från 1940. Han var även förste aktuarie vid Statens livsmedelskommission 1941–1943. Han var styrelseledamot i föreningen Sveriges trädgårdskonsulenter från 1940, i Sveriges pomologiska förening från 1945 och vice ordförande i Linköpings stads parkstyrelse från 1960 (ledamot 1950). Han utgav Svenska trädgårdar (tillsammans med J.A. Thulin, två band, 1939–1940).